# المخطط الزمني لجائحة كوفيد-19 في كرواتيا

## فبراير 2020
في 25 فبراير، أُكدت الحالة الأولى في كرواتيا. أُصيب رجل يبلغ من العمر 26 عامًا كان في ميلانو، إيطاليا من 19 إلى 21 فبراير، بهدف مشاهدة مباراة دوري أبطال أوروبا بين ناديي أتلانتا وفالنسيا. نُقل بعد تأكيد إصابته إلى المستشفى الجامعي للأمراض المعدية المُسمى مستشفى الدكتور فران ميهاليفيتش في زغرب.
في 26 فبراير، أُكدت حالتان جديدتان: أٌدخل الشقيق التوأم للمريض الأول إلى نفس المستشفى في زغرب، ونُقل رجل عمل سابقًا في بارما إلى مستشفى في رييكا. وفي نفس اليوم، منع مركز مستشفى أوسييت السريري الزيارات.
في 29 فبراير، بلغ عدد الحالات المسجلة سبع حالات، جميعها في زغرب ورييكا.

## مارس 2020

### الأسبوع الأول
في 2 مارس، أُكدت الحالة الثامنة في رييكا (الحالة الخامسة في المدينة).
في 3 مارس، سُجلت حالة في فاراجدين. عمل الرجل المصاب بصفة سائق في المناطق المتأثرة بالجائحة في إيطاليا.
في 6 مارس، سُجلت حالة أخرى في فاراجدين لمريض عمره 60 عامًا. في 7 مارس، سُجلت الحالة الثالثة في فاراجدين، فارتفع العدد الإجمالي للإصابات في كرواتيا إلى اثنتي عشرة إصابة.

### الأسبوع الثاني
في 9 مارس، سُجلت الحالة الأولى في شبه جزيرة إستريا، في مدينة بولا. المصاب رجل من لابين عمل في إيطاليا.
أُبلغ عن إصابتين جديدتين في 10 مارس. قضى المريضان بعض الوقت في الخارج حديثًا، أحدهما في النمسا والآخر في إيطاليا.
في 11 مارس، أُكدت الحالة السادسة عشرة، والمريض شاب زار معرضًا في ميونيخ. وفي نفس اليوم، أُبلغ عن ثلاث حالات أخرى. المرضى الثلاث قدموا من النمسا وألمانيا. في نفس اليوم، أبحرت عبّارة من أنكونا تحمل 93 راكبًا إلى ميناء سبليت. 57 منهم من مواطني كرواتيا، وتسعة من مواطني إيطاليا، وستة من مواطني البوسنة والهرسك، وثلاثة من مواطني الجبل الأسود، والباقون من بلدان أخرى مختلفة. وُضعوا في الحجر الصحي في فندق زغرب في دويلوفو، سبليت.
في 12 مارس، أُبلغ عن أول حالة شفاء من الفيروس. كانت نتيجة اختبار الفيروس عند الشقيق التوأم للمريض صفر (شقيق الحالة الأولى) سلبية مرتين وخرج من المستشفى. سُجلت ثماني إصابات جديدة في نفس اليوم. ثلاثة من المصابين الجدد اتصلوا  بمرضى في رييكا ولم تظهر عليهم الأعراض. قدم مريضان من النمسا وألمانيا إلى زغرب. سُجلت في نقس اليوم أول حالة في سيساك. المريض من موسكينيكا وعمل في إيطاليا. وأُبلغ عن حالتين في لولا، جاءتا من إيطاليا.
في 13 مارس، سُجلت خمس حالات جديدة. اثنتان في بولا وثلاثة في زغرب. كان أحد المصابين في زغرب طفلًا، فوُضع جميع الأطفال من الروضة التي التحق بها في الحجر الصحي. وكانت تلك الحالة الأولى بين الأطفال. في أثناء الليل من 13 إلى 14 مارس، وُضع أربعة عشر عاملًا في شركة برودوسبليت لبناء السفن في الحجر الصحي في سبليت بعد عودتهم من عمل مؤقت في إيطاليا، ما رفع العدد الإجمالي للمعزولين في سبليت إلى 47.
في 14 مارس، سُجلت خمس حالات جديدة، وبذلك بلغ العدد الإجمالي للمصابين 37؛ واحدة في كل من زغرب وفاراجدين وسيساك، بالإضافة إلى أول حالتين في أوسييك. المريضان في أوسييك زوجان في منتصف العمر من إيرنيستينوفو اتصلا بأحد المرضى الذين أُدخلوا المستشفى في زغرب. تعافى المريض رقم صفر وخرج من المستشفى في ذلك اليوم. سُجلت الحالتان الثامنة والثلاثون والتاسعة والثلاثون؛ والمريضان امرأة عائدة من رومانيا وأحد أقارب الزوجين من إيرنيستينوفو نُقل إلى المستشفى في أوسييك.
في 15 مارس، سُجلت عشر حالات جديدة؛ خمس حالات في زغرب، وخمس في أوسييك. وارتفع عدد المعزولين إلى 51؛ 49 منهم في سبليت واثنان في دوبروفنيك. وأُكدت حالتان في زغرب لطبيبين في مستشفى جامعة دوبرافا أصيبا بالعدوى خارج المستشفى، ما أدى إلى إخلائه. حُوّل المستشفى بعد ذلك إلى مركز لأجهزة التنفس الاصطناعي للحالات الأكثر شدة، بينما نُقل المرضى الآخرون إلى مركز مستشفى جامعة زغرب أو مستشفى راهبات الخير أو أٌخرجوا إلى منازلهم.

### الأسبوع الثالث
في 16 مارس، سُجلت سبع حالات جديدة؛ خمسة منها في زغرب، وواحدة في رييكا، وحالة في كارلوفاتش هي الأولى فيها، ما رفع العدد الإجمالي للإصابات في البلاد إلى 56. أكد الوزير بوزينوفيتش 174 تقريرًا عن خرق نظام العزل الذاتي. وفي نفس اليوم، أعلن عن شفاء الحالتين الثالثة والرابعة في البلاد؛ أول مريض دخل المستشفى في رييكا وشابة في زغرب.
في 17 مارس، أُبلغ عن 13 حالة جديدة، فأصبح العدد الإجمالي للحالات المسجلة 69. وذكر الوزير بيروش أن 1014 عينة خضعت للمعالجة وأن 9598 شخصًا يخضعون للإشراف الطبي. وأُشار إلى عدد الخاضعين للحجر الصحي في البلاد البالغ 63 شخصًا. أكد الوزير تلقي 500 تقرير عن حالات خرق العزل الذاتي، ثبت منها 93 تقريرًا سيعاقب أصحابها. ثلاث حالات منها لأطباء من مركز مستشفى جامعة زغرب ومستشفى جامعة فرابشي النفسي. قيل إن أطباء من مستشفى جامعة زغرب ذهبوا للتزلج في النمسا دون إبلاغ رؤسائهم مسبقًا. أُكدت الحالة الأولى في زابوك والحالة الأولى في سلافونسكي برود، وكلاهما قدم من النمسا. في نفس اليوم، نُقل المرضى من مستشفى كريشن سبليت إلى مستشفى فيرول سبليت، إذ خُصص المستشفى الأول لمرضى فيروس كورونا. وساعد لاعبو نادي سبليت لكرة السلة ومجموعة تروسيدا سبليت من الألتراس (المشجعين) لنادي هايدوك سبليت الأطباء والطاقم الطبي في عملية النقل.
في 18 مارس، ألقى الرئيس زوران ميلانوفيتش خطابًا متلفزًا إلى الشعب تحدث فيه عن الجائحة. سجلت عشرون حالة جديدة، شملت أول حالة في دالماتيا؛ المريضة شابة من بيوغراد عادت من رحلة سياحية إلى زنجبار عبر دبي مع أختها وخضعت لفترة عزل ذاتي مع عائلتها وتعالجوا في المستشفى في زادار، وزوجان مسنان دخلا إلى المستشفى في سبليت. ارتفع عدد الأطباء المصابين إلى تسعة. وفي اليوم ذاته، أقر البرلمان الكرواتي القانون الذي زاد من سلطات المقر الوطني الكرواتي للحماية المدنية، بهدف «تعزيز سريان النظام». سمح هذا للمقر الوطني للحماية المدنية باتخاذ قرارات مركزية تتعلق بالحياة اليومية للناس على المستوى الوطني، تنفذها الفروع المحلية للمقر. ووضعت الحكومة الكرواتية أيضًا مجموعة من الإجراءات التي تهدف إلى مساعدة الاقتصاد المحلي.
في 19 مارس، سًجلت 16 حالة جديدة، ما رفع العدد إلى 105 حالات. وأُبلغ عن أولى الحالات في دوبروفنيك وشيبينيك. في اليوم ذاته، أُكدت إصابة رجل مسن من برتونيغلا توفي في اليوم السابق في العزل الذاتي؛ دون تأكيد سبب الوفاة.
ألقى رئيس الوزراء بلينكوفيتش خطابًا متلفزًا بشأن الجائحة، واصفًا إياها بأنها «أكبر أزمة تواجهها كرواتيا منذ حرب الاستقلال». وفي اليوم ذاته، نُقل المرضى من مستشفى دوبرافا السريري الذي حُوِّل إلى مركز لأجهزة التنفس الاصطناعي للحالات الشديدة. وساعدت مجموعة باد بلو بويز من الألتراس لنادي دينامو زغرب لكرة القدم الأطباء والطاقم الطبي في عملية النقل.
في 20 مارس، أُبلغ عن 23 حالة جديدة. من بينها أول كاهن مصاب؛ متقاعد من أبرشية الروم الكاثوليك في فربوسنا عاش في مدينة سيفستسكي كراليفيتش. سُجلت الحالة الأولى على الجزر؛ المريض رجل من فربوسكا في جزيرة هفار عمل في النمسا وأُدخل إلى المستشفى في سبليت.  في اليوم نفسه، بدأ تحويل أرينا زغرب إلى مستشفى للحالات الخفيفة. أعلن الوزير بيروش عن تلقيه تبرعًا بالمعدات الطبية من رجل سعودي.
في 21 مارس، أُبلغ عن 78 حالة جديدة، من بينها الحالة الأولى في كوبريفنيتسا؛ المريضة امرأة كانت في الخارج وعزلت نفسها بعد عودتها.
في 22 مارس، ضرب زلزال قوي (5.4 درجة على مقياس ريختر) مدينة زغرب، في الساعة 6:24 صباحًا وتبعته عدة هزات ارتدادية قياس أكبرها 4.8 نقاط على مقياس العزم الزلزالي في الساعة 7:01 صباحًا. أمكن الشعور بالزلزال في باقي أنحاء كرواتيا والبوسنة والهرسك والمجر وسلوفينيا والنمسا. كان هذا الزلزال الأقوى في زغرب منذ زلزال عام 1880. في اليوم نفسه، أُعلن عن 29 إصابة جديدة شملت الحالة الأولى في تشازما؛ المريضة امرأة عادت من تركيا.

### الأسبوع الرابع
في 23 مارس، أُعلن عن 61 حالة جديدة. وأُبلغ عن الحالة الأولى في مقاطعة ماجيموريه.
في 24 مارس، أُبلغ عن 67 حالة جديدة، وبذلك أصبح عدد المصابين 382. وارتفع عدد المتعافين إلى 16. وسُجلت الحالة الأولى في فينكوفسي؛ المصابة امرأة عملت في النمسا.
في 25 مارس، أُعلن عن 60 حالة جديدة، ما رفع عدد المصابين إلى 442. وأُكدت إصابة ثلاثة جنود من الجيش الكرواتي كانوا في مهمة في ليتوانيا. أعلن مدير المعهد الكرواتي للصحة العامة كرونوسلاف كاباك عن ثماني حالات عدوى بالفيروس وثلاثين شخصًا يُبدون أعراض الإصابة في جزيرة مورتر، وقطع سبل النقل مع الجزيرة احترازيًا حتى يُفحص الأفراد الذين ظهرت عليهم الأعراض. أكد الوزير بوزينوفيتش عدم دخول أحد إلى البلاد في الأسبوع الماضي وأعلن عن قافلة من 400 شخص ستصل من النمسا وسلوفينيا إلى صربيا برفقة الشرطة. أُكدت الوفاة الأولى، بعد أن بيّن تشريح الجثة أن الرجل الذي توفي في 18 مارس مات بسبب الفيروس.
في 26 مارس، أُبلغ عن 39 حالة جديدة، ما رفع عدد المصابين إلى 481. أعلن وزير الدفاع دامير كرستيسيفيك عن إرسال طائرة تابعة للخطوط الجوية الكرواتية إلى أفغانستان لإعادة 105 جندي من الجيش الكرواتي إلى ديارهم، فضلًا عن 26 جنديًا من جيش الجبل الأسود، وسبعة جنود من القوات المسلحة المقدونية الشمالية وجنديين من الجيش الألباني. صرح عالم الأوبئة ألان ميديتش، من معهد زادار للصحة العامة، أنه سيطلب إعلان الحجر الصحي في بيوغراد نا مورو، كما هو الحال في مورتر، بسبب الاشتباه بإصابة نحو ثمانين شخصًا بالعدوى. في نفس اليوم، سُجلت حالتا وفاة جديدتان في البلاد. المتوفيان من مرضى الأورام المسنين من زغرب وسلافونسكي برود.
في 27 مارس، أُعلن عن 91 حالة جديدة، وهي زيادة قياسية في يوم واحد، سببها وجود نقطتين ساخنتين جديدتين في زادار وبيوغراد نا مورو.
في 28 مارس، أُعلن عن 71 حالة جديدة. أُكدت حالتا وفاة جديدتان؛ المتوفيان امرأة عمرها 92 عامًا «مصابة بأمراض مرافقة مهمة» من بولا ورجل عمره 60 عامًا من كارلوفاك. وأكد المدير كاباك ثماني حالات جديدة في مورتر، التي خضعت سابقًا للحجر الصحي. وأوصى المواطنين بتجنب الخروج نهائيًا بسبب تلوث الهواء في زغرب، الذي يمكن أن يسبب مشاكل في الجهاز التنفسي ومصدره خارج البلاد.
وفي 29 مارس، أُبلغ عن 56 حالة جديدة، ما رفع عدد المصابين إلى 713. وأُكدت الوفاة السادسة؛ المتوفى رجل بلغ من العمر 84 عامًا مات في مستشفى دوبرافا السريري، بعد تعرضٍ سابقٍ لسكتة دماغية. ارتفع عدد المتعافين إلى 52 مريضًا، وزاد عدد المرضى الموضوعين على أجهزة التنفس الاصطناعي إلى 26 مريضًا، وأعلن الوزير بيروش عن ترقُب طائرة تابعة لشركة طيران شرق الصين تحمل 12.5 طن من المعدات الطبية من شانغهاى عبر فرانكفورت إلى زغرب. أعلن الوزير بوزينوفيتش عن إصابة أحد حراس الأمن في سجن بيليس في سبليت.
وفي 30 مارس، أُبلغ عن 77 حالة جديدة، ما رفع عدد المصابين إلى 790. ارتفع عدد المتعافين إلى 790، وزاد عدد المرضى المعتمدين على أجهزة التنفس الاصطناعي إلى 27 مريضًا. ولم يُعلن عن وفيات جديدة.
في 31 مارس، أُعلن عن 77 حالة جديدة، ما رفع عدد المصابين إلى 867، منها 32 حالة معتمدة على أجهزة التنفس الاصطناعي. وارتفع العدد الإجمالي للمتعافين إلى 67. وفي نفس اليوم، سجلت جميع مقاطعات كرواتيا حالة واحدة على الأقل، وحذر الوزير المواطنين من المزاح في الأول من أبريل وطلب منهم الامتناع عن نشر أي معلومة مضللة. قدم معهد التعليم للصحة العامة طريقة الفحص «من السيارة»، ووفقًا لهذه الطريقة، لا يغادر المريض سيارته وتؤخذ العينة عبر نافذة السيارة. تتطلب الطريقة ترتيب موعد مسبق مع طبيب الأسرة.

## يونيو 2020

### الأسبوع الأول والثاني والثالث
خلال الأسبوع الأول من شهر يونيو (1-7 يونيو) سُجّلت حالة جديدة ووفاة واحدة. في 6 يونيو، أُبلغ عن حالة وفاة واحدة؛ وهي امرأة تبلغ من العمر 76 عامًا. خلال الأسبوع تعافى 54 شخصًا في المجموع. في 4 يونيو، انخفض عدد المرضى الموضوعين على أجهزة التنفس الصناعي إلى ثلاثة، وبعد يومين انخفض إلى اثنين.
خلال الأسبوع الثاني من شهر يونيو (8-14 يونيو) سُجّلت خمس حالات جديدة وثلاث وفيات، بينما تعافى سبعة أشخاص في المجموع. في 9 يونيو، توفي اثنان من المرضى المستخدمين لأجهزة التنفس الصناعي؛ وهما امرأتان تبلغان من العمر 79 عاما من سبليت. كان من المخطط نقل مواطن كرواتي أصيب بالفيروس في نيجيريا من نيجيريا إلى سبليت؛ لكنه توفي. في 10 يونيو، أُبلغ عن حالتين جديدتين، بما في ذلك رجل من جزيرة راب، على الرغم من وصوله من النمسا في 17 مارس، لم يصب أي شخص من محيطه. في 12 يونيو، توفي رجل يبلغ من العمر 73 عامًا في سبليت. ومع ذلك، لم يكن مصابًا بالفيروس وقت وفاته. خلال فترة علاجه، خضع للاختبار عدة مرات وكان آخر اختبارين سلبيين، وعانى من عدة أمراض مزمنة فاقمها الفيروس. في اليوم التالي، أُبلغ عن حالتين جديدتين، وواحدة أخرى في اليوم التالي.
خلال الأسبوع الثالث (15-21 يونيو)، أُبلغ عن 65 حالة جديدة، أحدهم مواطن إيرلندي. سُجّلت 8 حالات شفاء ولم تسجل أية وفيات.

### الأسبوع الرابع
في 22 يونيو، أُبلغ عن 19 حالة جديدة، لم يُبلغ عن أية وفيات أو حالات شفاء.
في 23 يونيو، أُبلغ عن ثلاثين حالة جديدة، ولم يُبلغ عن أية وفيات أو حالات شفاء، عشر حالات جديدة كانت من الراهبات من دير شكوفو، اللواتي قيل إنهن زرن كوسوفو.
في 24 يونيو، سُجّلت 22 حالة جديدة وثلاث حالات شفاء، ولم يُعلن عن حالات وفاة جديدة. أعلن مقر الحماية المدنية أن الركاب الذين يدخلون البلاد من البوسنة والهرسك وصربيا ومقدونيا الشمالية وكوسوفو سيضطرون إلى عزل أنفسهم. أعلنوا أيضًا أن الأشخاص الذين لا يرتدون أقنعة وجه لن يُسمح لهم باستخدام وسائل النقل العام.
في 25 يونيو، أُبلغ عن 95 حالة جديدة، وهي ثاني زيادة قياسية منذ بداية الوباء، بالإضافة إلى أربع حالات شفاء جديدة ولم يُبلغ عن وفيات، 36 حالة جديدة من الراهبات من دير تشاكوفو وحالة واحدة جديدة هي رئيس أساقفة تشاكوفو-أوسييك مارين سراكيتش، الذي نُقل إلى مستشفى أوسييك، عشرين حالة جديدة كانت من مرضى وموظفي مستشفى سفيتي إيفان للطب النفسي في زغرب.
في 26 يونيو، أُبلغ عن 56 حالة جديدة وشُفيت حالة واحدة، لكن لم تُسجل أية وفيات جديدة.  مع إصابة عدد كبير من الحالات الجديدة ضمن الملاهي الليلية، أعلن الوزير بوزينوفيتش عن عمليات تفتيش للتأكد من أن النوادي الليلية تنفذ التدابير المقررة من قبل الحماية المدنية. في نفس اليوم، كُشف عن إصابة طفلين من روضة أطفال في شكوفو، تديرها راهبات كانت نتيجة اختبارها إيجابية. أعلن غوران إيفانوفيتش، مدير مقر الحماية المدنية في مقاطعة أوسييك-بارانيا، أن كل شخص حضر طقوس التثبيت بقيادة رئيس الأساقفة سراكيتش في 21 يونيو سيخضع لاختبار كوفيد-19.
في 27 يونيو، أُبلغ عن 85 حالة جديدة بالإضافة إلى شفاء حالتين جديدتين. لم تُسجّل أية وفيات جديدة، ومرة أخرى، أُصيب عدد كبير من الأشخاص الموجودين في الملاهي الليلية.
في 28 يونيو، أُبلغ عن 67 حالة جديدة، لم تُسجّل أية وفيات جديدة ولا حالات شفاء.
في 29 يونيو، أُبلغ عن 34 حالة جديدة وثلاث حالات شفاء. وُضع أحد المرضى على جهاز التنفس الصناعي لأول مرة منذ 8 يونيو. لم تُسجّل أية وفيات جديدة. في نفس اليوم، وُضعت قاعدة العزل الذاتي الإلزامية للمسافرين الذين يدخلون البلاد من البوسنة والهرسك، والتي طُبّقت في 24 يونيو.
في 30 يونيو، أُبلغ عن 52 حالة جديدة، بما في ذلك طبيبان من مستشفى مركور الطبي في زغرب. لم تُسجّل أية حالات وفاة أو شفاء جديدة. ارتفع عدد المرضى الموضوعين على أجهزة التنفس الصناعي إلى اثنين.

## يوليو 2020

### الأسبوع الأول
في 1 يوليو، أُبلغ عن 54 حالة جديدة. تأكدت وفاة واحدة في زغرب لأول مرة منذ 12 يونيو. لم يتغير عدد حالات الشفاء وعدد المرضى على أجهزة التنفس الصناعي.
في 2 يوليو، أُبلغ عن 81 حالة جديدة ووفاتين جديدتين، وكلاهما في مقاطعة زغرب. ارتفع عدد المرضى الموضوعين على أجهزة التنفس الصناعي إلى ثلاثة، في حين لم تسُجّل حالات شفاء جديدة.
في 3 يوليو، أُبلغ عن 96 حالة جديدة، وسُجّلت ثلاثة عشر حالة شفاء جديدة بالإضافة إلى وفاة شخصين. ارتفع عدد المرضى على أجهزة التنفس الصناعي إلى أربعة.
في 4 يوليو، أُبلغ عن 86 حالة جديدة. سُجّلت خمسة عشر حالة شفاء بالإضافة إلى وفاة واحدة.  انخفض عدد المرضى الموضوعين على أجهزة التنفس الصناعي إلى ثلاثة.
في 5 يوليو، أُبلغ عن 57 حالة جديدة و13 حالة شفاء، لم تُسجّل أية وفيات جديدة. ارتفع عدد المرضى الموضوعين على أجهزة التنفس الصناعي إلى أربعة.

### الأسبوع الثاني
في 6 يوليو، أُبلغ عن 69 حالة جديدة و14 حالة شفاء. لم تُسجّل أية وفيات جديدة. ارتفع عدد المرضى الموضوعين على أجهزة التنفس الصناعي إلى خمسة.
في 7 يوليو، أُبلغ عن 52 حالة جديدة و19 حالة شفاء. لم تُسجّل أية وفيات جديدة، لكن لم يتغير عدد المرضى الموضوعين على أجهزة التنفس الصناعي.
في 8 يوليو، أُبلغ عن 53 حالة جديدة و48 حالة شفاء. سُجّلت حالة وفاة واحدة، انخفض عدد المرضى الموضوعين على أجهزة التنفس الصناعي إلى أربعة. أدى تفشي الفيروس في كوتينا إلى جعلها بؤرة عدوى جديدة.
في 9 يوليو، أُبلغ عن 91 حالة جديدة و46 حالة شفاء. سُجّلت حالة وفاة واحدة. انخفض عدد المرضى الموضوعين على أجهزة التنفس الصناعي إلى ثلاثة.
في 10 يوليو، أُبلغ عن تسجيل 116 حالة جديدة - وهو رقم قياسي في يوم واحد - ما تسبب في اتخاذ تدابير جديدة من قبل الحكومة، وفرض قيود على التجمعات التي تضم أكثر من 100 شخص. أُبلغ عن 54 حالة شفاء وحالتي وفاة. ارتفع عدد المرضى الموضوعين على أجهزة التنفس الصناعي إلى أربعة.
في 11 يوليو، أُبلغ عن تسجيل 140 حالة جديدة، والذي اعتُبر رقمًا قياسيًا جديدًا لليوم الثاني على التوالي. أُبلغ عن 89 حالة شفاء وحالة وفاة واحدة. انخفض عدد المرضى الموضوعين على أجهزة التنفس الصناعي إلى ثلاثة.
في 12 يوليو، أُبلغ عن خمسين حالة جديدة، بالإضافة إلى عشرين حالة شفاء ووفاة واحدة. لم يتغير عدد المرضى الموضوعين على أجهزة التنفس الصناعي.

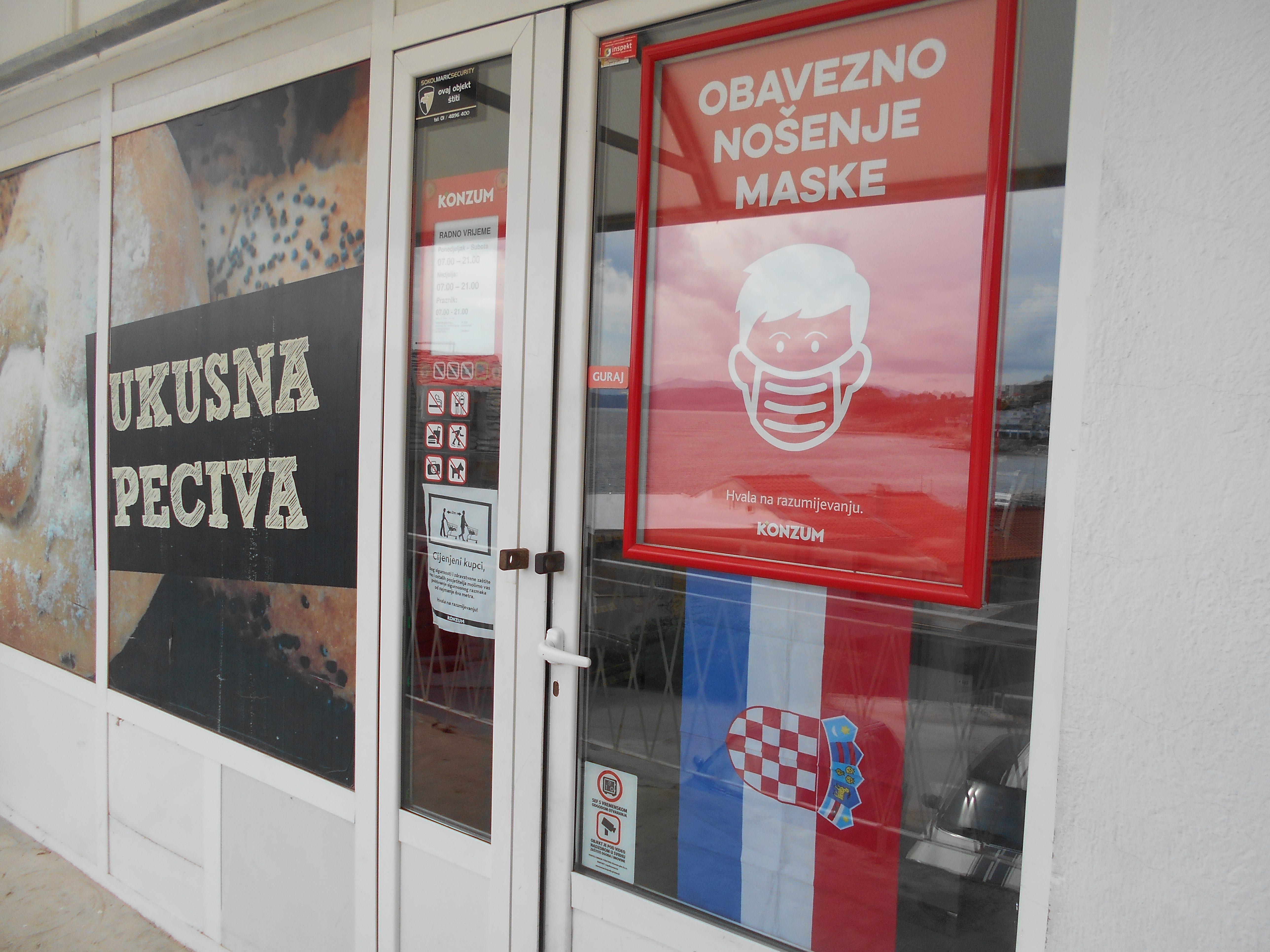
منذ 13 يوليو، أصبح ارتداء أقنعة الوجه إلزاميًا في المتاجر والمباني الأخرى.

### الأسبوع الثالث
في 13 يوليو، أُبلغ عن تسجيل 53 حالة جديدة، بالإضافة إلى شفاء 28 حالة ولم يُبلغ عن أي وفيات. ارتفع عدد المرضى الذين يستخدمون أجهزة التنفس الصناعي إلى أربعة. أعلنت قيادة الحماية المدنية أن ارتداء قناع الوجه سيكون إلزاميًا في المتاجر والمباني الحكومية العامة على الجميع باستثناء الأطفال دون سن الثانية، والمرضى الذين يعانون من أمراض الجهاز التنفسي والذين يعانون من مشاكل في التنفس أثناء ارتداء الكمامة، والمعاقين الذين لا يستطيعون وضعه بأنفسهم.
في 14 يوليو، أُبلغ عن تسجيل 52 حالة جديدة و44 حالة شفاء. أُبلغ عن وفاة واحدة؛ وهو رجل يبلغ من العمر 69 عامًا من زغرب، وزاد عدد المرضى الذين يستخدمون أجهزة التنفس الصناعي إلى خمسة، منهم أربعة في أوسييك وواحد في زغرب. أعلنت قيادة الحماية المدنية أن العديد من الأجانب المصابين وصلوا بهذا التاريخ؛ بما في ذلك عائلتان من السويد ومقدونيا الشمالية على التوالي.
في 15 يوليو، أُبلغ عن تسجيل 126 حالة جديدة و71 حالة شفاء، ولم يُعلن عن حالات وفاة جديدة. ظل عدد المرضى على أجهزة التنفس ثابتًا، وسّعت قيادة الحماية المدنية قرار ارتداء القناع ليشمل مكاتب البريد والبنوك وجميع الصناعات الخدمية.
في 16 يوليو، أُبلغ عن تسجيل 86 حالة جديدة و100 حالة شفاء، ولم يُعلن عن حالات وفاة جديدة. ارتفع عدد المرضى الموضوعين على أجهزة التنفس الصناعي إلى ستة.
في 17 يوليو، أُبلغ عن تسجيل 98 حالة جديدة و96 حالة شفاء، ولم يُعلن عن حالات وفاة جديدة. ارتفع عدد المرضى الموضوعين على أجهزة التنفس الصناعي إلى سبعة. ظهرت بؤرة عدوى جديدة في بلدية إيفانكوفو بالقرب من مدينة فينكوفتشي.
في 18 يوليو، أُبلغ عن تسجيل 116 حالة جديدة و104 حالات شفاء، ولم يُعلن عن حالات وفاة جديدة. ارتفع عدد المرضى الموضوعين على أجهزة التنفس الصناعي إلى ثمانية.
في 19 يوليو، أُبلغ عن 92 حالة جديدة و89 حالة شفاء، ولم يُعلن عن حالات وفاة جديدة. ارتفع عدد المرضى الموضوعين على أجهزة التنفس الصناعي إلى تسعة.

### الأسبوع الرابع
في 20 يوليو، أُبلغ عن 25 حالة جديدة و80 حالة شفاء. أُبلغ عن حالتي وفاة، كلاهما في مقاطعة استريا. ظل عدد المرضى على أجهزة التنفس ثابتًا.
في 21 يوليو، أُبلغ عن تسجيل 52 حالة جديدة و85 حالة شفاء، أُبلغ عن وفاة واحدة. ظل عدد المرضى على أجهزة التنفس ثابتًا، وتضمنت الحالات الجديدة عامل بمستشفى في سبليت ووزير الإدارة العامة إيفان مالينيكا.
في 22 يوليو، أُبلغ عن 108 حالات جديدة و95 حالة شفاء. أُبلغ عن حالتي وفاة، كلاهما في مقاطعة أوسييك بارانيا. ظل عدد المرضى الذين يستخدمون أجهزة التنفس الصناعي ثابتًا.
في 23 يوليو، أُبلغ عن تسجيل 104 حالات جديدة و116 حالة شفاء، وهو ما اعتُبر رقمًا قياسيًا من حالات الشفاء في يوم واحد، أُبلغ عن ثلاث وفيات. انخفض عدد المرضى الذين يستخدمون أجهزة التنفس الصناعي إلى سبعة.
في 24 يوليو، أُبلغ عن تسجيل 81 حالة جديدة و161 حالة شفاء، وهو ما اعتُبر رقمًا قياسيًا من حالات الشفاء في اليوم الثاني على التوالي، ولم يُعلن عن حالات وفاة جديدة. ارتفع عدد المرضى الموضوعين على أجهزة التنفس الصناعي إلى تسعة.
في 25 يوليو، أُبلغ عن 77 حالة جديدة و223 حالة شفاء، وهو ما اعتُبر رقمًا قياسيًا من حالات الشفاء في اليوم الثالث على التوالي، أُبلغ عن خمس وفيات. ظل عدد المرضى الذين يستخدمون أجهزة التنفس الصناعي ثابتًا.
في 26 يوليو، أُبلغ عن تسجيل 65 حالة جديدة و108 حالة شفاء، أُبلغ عن ثلاث وفيات. ظل عدد المرضى الموضوعين على أجهزة التنفس ثابتًا.

### الأسبوع الخامس
في 27 يوليو، أُبلغ عن تسجيل 24 حالة جديدة و70 حالة شفاء، أُبلغ عن ثلاث وفيات. ظل عدد المرضى الموضوعين على أجهزة التنفس ثابتًا. في نفس اليوم، أطلق القطاع الصحي الكرواتي وقطاع تكنولوجيا المعلومات تطبيقًا للهاتف المحمول اسمه ستوب كوفيد-19 والذي يتتبع تحركات المستخدمين ويبلغهم إذا كانوا على اتصال بشخص قد يكون مصابًا بالفيروس.
في 28 يوليو، أُبلغ عن تسجيل 41 حالة جديدة و98 حالة شفاء، أُبلغ عن وفاة واحدة. ظل عدد المرضى على أجهزة التنفس ثابتًا. أعلن الوزير بيروش أن كرواتيا طلبت مسبقًا 1.5 مليون جرعة من لقاح كوفيد-19، والتي لم تُكتشف بعد.
في 29 يوليو، أُبلغ عن تسجيل 71 حالة جديدة و65 حالة شفاء، أُبلغ عن وفاة واحدة. انخفض عدد المرضى الموضوعين على أجهزة التنفس الصناعي إلى ثمانية.
في 30 يوليو، أُبلغ عن تسجيل 78 حالة جديدة و79 حالة شفاء، أُبلغ عن ثلاث وفيات. انخفض عدد المرضى الموضوعين على أجهزة التنفس الصناعي إلى ستة.
في 31 يوليو، أُبلغ عن تسجيل 67 حالة جديدة و89 حالة شفاء، أُبلغ عن وفاة واحدة. ظل عدد المرضى الموضوعين على أجهزة التنفس ثابتًا.

## أغسطس 2020
في 1 أغسطس، أُبلغ عن تسجيل 86 حالة جديدة و74 حالة شفاء، ولم يُعلن عن حالات وفاة جديدة. ارتفع عدد المرضى الذين يستخدمون أجهزة التنفس الصناعي إلى تسعة.
في 2 أغسطس، أُبلغ عن تسجيل 36 حالة جديدة و32 حالة شفاء، أُبلغ عن أربع وفيات. انخفض عدد المرضى الذين يستخدمون أجهزة التنفس الصناعي إلى ستة.

### الأسبوع الأول
في 3 أغسطس، أُبلغ عن تسجيل 34 حالة جديدة و65 حالة شفاء، أُبلغ عن أربع وفيات. ظل عدد المرضى على أجهزة التنفس ثابتًا.
في 4 أغسطس، أُبلغ عن تسجيل 24 حالة جديدة و79 حالة شفاء.
في 5 أغسطس، أُبلغ عن تسجيل 58 حالة جديدة و72 حالة شفاء، ولم يُعلن عن حالات وفاة جديدة. ظل عدد المرضى على أجهزة التنفس الصناعي ثابتًا.
في 6 أغسطس، أُبلغ عن تسجيل 28 حالة جديدة و99 حالة شفاء، أُبلغ عن وفاة واحدة. ظل عدد المرضى على أجهزة التنفس ثابتًا.
في 7 أغسطس، أُبلغ عن تسجيل 62 حالة جديدة و70 حالة شفاء، لم تُسجّل أية وفيات جديدة.  ظل عدد المرضى على أجهزة التنفس ثابتًا.
في 8 أغسطس، أُبلغ عن تسجيل 77 حالة جديدة و59 حالة شفاء. سُجّلت حالتي وفاة. ارتفع عدد المرضى على أجهزة التنفس الصناعي إلى ثمانية.
في 9 أغسطس، أُبلغ عن تسجيل 61 حالة جديدة و44 حالة شفاء. لم تُسجّل أية وفيات جديدة. ظل عدد المرضى على أجهزة التنفس الصناعي ثابتًا.

### الأسبوع الثاني
في 10 أغسطس، أُبلغ عن تسجيل 45 حالة جديدة و45 حالة شفاء. سُجّلت حالة وفاة واحدة. ظل عدد المرضى على أجهزة التنفس ثابتًا.
في 11 أغسطس، أُبلغ عن تسجيل 91 حالة جديدة و56 حالة شفاء. سُجّلت حالتي وفاة.  انخفض عدد المرضى الذين يستخدمون أجهزة التنفس الصناعي إلى خمسة.
في 12 أغسطس، أُبلغ عن تسجيل 130 حالة جديدة، وشفاء 62 حالة ولم تسُجّل أية وفيات. ارتفع عدد المرضى على أجهزة التنفس الصناعي إلى ثمانية.
في 13 أغسطس، أُبلغ عن تسجيل 180 حالة جديدة، وهو ما اعتُبر رقمًا قياسيًا جديدًا للحالات المبلغ عنها في يوم واحد، أُبلغ عن 54 عملية شفاء، وتأكدت حالة وفاة واحدة. توفيت امرأة تبلغ من العمر 81 عامًا في المستشفى في سبليت. ارتفع عدد المرضى الموضوعين على أجهزة التنفس الصناعي إلى عشرة.
في 14 أغسطس، أُبلغ عن تسجيل 208 حالة جديدة، وهو ما اعتُبر رقمًا قياسيًا جديدًا للحالات المبلغ عنها في يوم واحد لليوم الثاني على التوالي. سُجّلت 56 حالة شفاء وحالتي وفاة. ظل عدد المرضى الموضوعين على أجهزة التنفس ثابتًا.
في 15 أغسطس، أُبلغ عن تسجيل 162 حالة جديدة، بالإضافة إلى 59 حالة شفاء وحالتي وفاة في مدينة زغرب. ظل عدد المرضى الموضوعين على أجهزة التنفس ثابتًا.
في 16 أغسطس، أُبلغ عن تسجيل 151 حالة جديدة و27 حالة شفاء. سُجّلت حالة وفاة واحدة. رجل يبلغ من العمر 63 عامًا في مقاطعة بريموريه-غورسكي كوتار. ارتفع عدد المرضى الذين يستخدمون أجهزة التنفس الصناعي إلى أحد عشر مريضًا.

### الأسبوع الثالث
في 17 أغسطس، أُبلغ عن تسجيل 85 حالة جديدة، إلى جانب شفاء 34 حالة وعدم حدوث وفيات. ظل عدد المرضى الموضوعين على أجهزة التنفس ثابتًا.
في 18 أغسطس، أُبلغ عن تسجيل 199 حالة جديدة، بالإضافة إلى شفاء 64 حالة وعدم حدوث وفيات. ظل عدد المرضى الموضوعين على أجهزة التنفس ثابتًا.
في 19 أغسطس، أُبلغ عن تسجيل 219 حالة جديدة، وهو ما اعتُبر رقمًا قياسيًا جديدًا للحالات المبلغ عنها في يوم واحد مرة أخرى. أُبلغ عن 68 حالة شفاء، بالإضافة إلى حالتي وفاة في استريا وأوسيك-بارانيا.
في 20 أغسطس، أُبلغ عن تسجيل 255 حالة جديدة، وهو ما اعتُبر رقمًا قياسيًا جديدًا للحالات المبلغ عنها في يوم واحد لليوم الثاني على التوالي. شُفيت 86 حالة ولم يُبلغ عن أية وفيات جديدة. ارتفع عدد المرضى الذين يستخدمون أجهزة التنفس الصناعي إلى ثلاثة عشر.
في 21 أغسطس، أُبلغ عن 265 حالة جديدة، وهو ما اعتُبر رقمًا قياسيًا جديدًا للحالات المبلغ عنها في يوم واحد لليوم الثالث على التوالي. أُبلغ عن 112 حالة شفاء، بالإضافة إلى حالة وفاة واحدة في مقاطعة فوكوفار - سريغم؛ توفيت امرأة مسنة في المستشفى. انخفض عدد المرضى الذين يستخدمون أجهزة التنفس الصناعي إلى اثني عشر مريضًا.
في 22 أغسطس، أُبلغ عن تسجيل 306 حالة جديدة، وهو ما اعتُبر رقمًا قياسيًا جديدًا للحالات المبلغ عنها في يوم واحد لليوم الرابع على التوالي. أُبلغ عن 94 حالة شفاء، إلى جانب حالة وفاة واحدة في مقاطعة زادار. ظل عدد المرضى الذين يستخدمون أجهزة التنفس الصناعي ثابتًا.
في 23 أغسطس، أُبلغ عن تسجيل 275 حالة جديدة، بالإضافة إلى 123 حالة شفاء ووفاة واحدة في مقاطعة أوسييك بارانيا. ظل عدد المرضى على أجهزة التنفس ثابتًا.

### الأسبوع الرابع
في 24 أغسطس، أُبلغ عن تسجيل 136 حالة جديدة، إلى جانب 125 حالة شفاء وحالتي وفاة في مقاطعة أوسييك بارانيا. ظل عدد المرضى على أجهزة التنفس ثابتًا. طُبّقت العديد من الإجراءات الجديدة في بلدة إيموتسكي والبلديات المحيطة والتي كانت واحدة من المناطق الموبوءة. فأصبح عدد الأشخاص في حفلات الزفاف والجنازات محدود بخمسين شخصًا، وعدد الأشخاص في التجمعات العائلية والمزارع العائلية الذين يبيعون المنتجات محدود بعشرين شخصًا، ويمكن للحانات والمقاهي والمطاعم العمل فقط في الأماكن المفتوحة.
في 25 أغسطس، أُبلغ عن تسجيل 219 حالة جديدة، بالإضافة إلى 198 حالة شفاء ووفاة شخصين في مدينة زغرب ومقاطعة أوسييك-بارانيا. انخفض عدد المرضى الموضوعين على أجهزة التنفس الصناعي إلى تسعة.
في 26 أغسطس، أُبلغ عن 358 حالة جديدة، وهو ما اعتُبر رقمًا قياسيًا جديدًا للحالات المبلغ عنها في يوم واحد مرة أخرى. أُبلغ عن 238 حالة شفاء، والذي اعتُبر أيضًا رقمًا قياسيًا لحالات الشفاء في يوم واحد. لم ترد أنباء عن وفيات.
في 27 أغسطس، أُبلغ عن تسجيل 304 حالة جديدة، إلى جانب 233 حالة شفاء وحالتي وفاة في أوسييك بارانيا ومقاطعة فوكوفار-سريغم. ارتفع عدد المرضى على أجهزة التنفس الصناعي إلى ثلاثة عشر. قرر مقر الحماية المدنية تطبيق تدابير جديدة في مقاطعة سبليت دالماتيا بأكملها، إذ أُبلغ عن 136 حالة جديدة، وهو ما اعتُبر رقمًا قياسيًا. طُبّقت نفس الإجراءات في أماكن أخرى، وأُغلقت جميع الصالات الرياضية ومراكز اللياقة البدنية، وحُظرت زيارة دور رعاية المسنين ومغادرتها، ولم يُسمح بالفعاليات الرياضية إلا بدون جمهور.
في 28 أغسطس، أُبلغ عن تسجيل 357 حالة جديدة، إلى جانب 214 حالة شفاء وثلاث وفيات في فينكوفسي وزادار وسبليت. انخفض عدد المرضى الذين يستخدمون أجهزة التنفس الصناعي إلى أحد عشر. أعلن مقر الحماية المدنية تطبيق تدابير جديدة في زادار وبرود بوسافينا ودوبروفنيك-نيريتفا وفارادين وميشيموري في المستقبل القريب.
في 29 أغسطس، أُبلغ عن تسجيل 312 حالة جديدة، إلى جانب 215 حالة شفاء وثلاث وفيات، واحدة منها في مقاطعة سبليت دالماتيا واثنتان في زغرب. ارتفع عدد المرضى الذين يستخدمون أجهزة التنفس الصناعي إلى اثني عشر. طُبّقت تدابير جديدة في مقاطعة زادار، كان مسموحًا بحد أقصى 50 شخصًا في حفلات الزفاف، وحُظرت زيارة دور رعاية المسنين ولم يُسمح بالتجمعات على متن السفن، وفي مقاطعة ميتشيموري، يجب أن تتبع كل المهرجانات والمناسبات الاجتماعية جميع الإجراءات والتعليمات الصادرة عن معهد الصحة العامة. أعلن مقر الحماية المدنية تطبيق إجراءات جديدة في برود-بوسافينا ودوبروفنيك نيريتفا وفارادين وفيروفيتكا بودرافينا ومقاطعة شيبينيك-كنين في 31 أغسطس.
في 30 أغسطس، أُبلغ عن تسجيل 262 حالة جديدة، إلى جانب 188 حالة شفاء ووفاة واحدة في مقاطعة بيلوفار بيلوجورا، وهي أول حالة وفاة في تلك المنطقة. ارتفع عدد المرضى الموضوعين على أجهزة التنفس الصناعي إلى ثلاثة عشر.

### الأسبوع الخامس
في 31 أغسطس، أُبلغ عن تسجيل 146 حالة جديدة، إلى جانب 222 حالة شفاء وحالتي وفاة في مقاطعة أوسييك بارانيا وفوكوفار سيرميا. ارتفع عدد المرضى الموضوعين على أجهزة التنفس الصناعي إلى أربعة عشر. طُبّقت نفس الإجراءات المطبقة في مقاطعة سبليت-دالماتيا في برود-بوسافينا ودوبروفنيك-نيريتفا ومقاطعة شيبينيك-كنين. اقتصر عدد الأشخاص في حفلات الزفاف على 100 و50 فقط. رُفعت التدابير المتعلقة بإغلاق الصالات الرياضية والمراكز الرياضية.

## سبتمبر 2020
في 1 سبتمبر، أُبلغ عن تسجيل 145 حالة جديدة، أُبلغ عن 301 حالة شفاء، وهو ما اعتُبر رقمًا قياسيًا جديدًا لحالات الشفاء في يوم واحد. أُبلغ عن حالة وفاة واحدة في مقاطعة أوسييك بارانيا.  ظل عدد المرضى الموضوعين على أجهزة التنفس الصناعي ثابتًا.
في 2 سبتمبر، أُبلغ عن 311 حالة جديدة، بالإضافة إلى 233 حالة شفاء وأربع وفيات، ثلاث منها في مقاطعة سبليت دالماتيا وواحدة في زغرب. ارتفع عدد المرضى الموضوعين على أجهزة التنفس الصناعي إلى خمسة عشر. أعلن مقر الحماية المدنية تطبيق إجراءات جديدة أيضًا في كوبريفنيكا-كريشيفتشي وبوزيجا-سلافونيا ومقاطعة سيساك-موسلافينا في 7 سبتمبر.
في 3 سبتمبر، أُبلغ عن تسجيل 369 حالة جديدة، وهو ما اعتُبر رقمًا قياسيًا جديدًا للحالات المبلغ عنها في يوم واحد مرة أخرى. أُبلغ عن 298 حالة شفاء، إلى جانب ثلاث وفيات، اثنان منهم في مقاطعة سبليت دالماتيا وواحد في مقاطعة زادار. ظل عدد المرضى الموضوعين على أجهزة التنفس ثابتًا.
في 4 سبتمبر، أُبلغ عن تسجيل 334 حالة جديدة، إلى جانب 264 حالة شفاء ووفاة واحدة في مقاطعة سبليت دالماتيا. ظل عدد المرضى الموضوعين على أجهزة التنفس ثابتًا. قرر مقر الحماية المدنية وضع إجراءات جديدة في مقاطعة كرابينا زاغوري في 7 سبتمبر.
في 5 سبتمبر، أُبلغ عن تسجيل 311 حالة جديدة، إلى جانب 241 حالة شفاء وحالتي وفاة في مقاطعة سبليت دالماتيا وزغرب. ارتفع عدد المرضى الذين يستخدمون أجهزة التنفس الصناعي إلى تسعة عشر. عُثر على منطقة موبوءة جديدة في مقاطعة بيلوفار بيلوغورا، إذ أُبلغ عن 35 حالة جديدة بعد حفل زفاف في بيلوفار.
في 6 سبتمبر، أُبلغ عن تسجيل 225 حالة جديدة، إلى جانب 237 حالة شفاء ووفاة واحدة في زغرب. زاد عدد المرضى الذين يستخدمون أجهزة التنفس الصناعي إلى واحد وعشرين. أعلن مقر الحماية المدنية اتخاذ تدابير جديدة في مقاطعة بيلوفار بيلوغورا في 7 سبتمبر.

### الأسبوع الأول
في 7 سبتمبر، أُبلغ عن تسجيل 117 حالة جديدة، إلى جانب 258 حالة شفاء وثلاث وفيات في زغرب وأوريبيتش ومقاطعة سبليت دالماتيا. انخفض عدد المرضى الذين يستخدمون أجهزة التنفس الصناعي إلى تسعة عشر. أُعلن أيضًا تطبيق إجراءات جديدة في بيلوفار بيلوغورا وكوبريفنيكا-كريسيفتشي وكرابينا-زاجوري وبوزيجا-سلافونيا وسيساك-موسلافينا مقاطعة.
في 8 سبتمبر، أُبلغ عن تسجيل 204 حالة جديدة، إلى جانب 287 حالة شفاء وحالتي وفاة في سبليت دالماتيا ومقاطعة زادار. ارتفع عدد المرضى الموضوعين على أجهزة التنفس الصناعي إلى ثلاثة وعشرين.
في 9 سبتمبر، أُبلغ عن تسجيل 341 حالة جديدة، بالإضافة إلى 280 حالة شفاء وثلاث وفيات، اثنان منهم في سبليت دالماتيا وواحدة في مقاطعة زادار. زاد عدد المرضى الذين يستخدمون أجهزة التنفس الصناعي إلى أربعة وعشرين. طُبّقت تدابير جديدة في أوتوغاك ومُدّدت الإجراءات في مقاطعة برود بوسافينا حتى 30 سبتمبر، ومُدّدت الإجراءات في سبليت دالماتيا ومقاطعة زادار حتى 1 نوفمبر، إلى جانب الحد من عدد الأشخاص في التجمعات الخاصة إلى 25.
في 10 سبتمبر، أُبلغ عن تسجيل 291 حالة جديدة. أُبلغ عن 309 حالة شفاء، وهو ما اعتُبر رقمًا قياسيًا جديدًا من حالات الشفاء التي أُبلغ عنها في يوم واحد، إلى جانب حالتي وفاة في مقاطعة سبليت دالماتيا وزغرب. ارتفع عدد المرضى الموضوعين على أجهزة التنفس الصناعي إلى سبعة وعشرين.
في 11 سبتمبر، أُبلغ عن تسجيل 190 حالة جديدة. أُبلغ عن 324 حالة شفاء، وهو ما اعتُبر رقمًا قياسيًا جديدًا لحالات الشفاء التي أُبلغ عنها في يوم واحد لليوم الثاني على التوالي. أُبلغ عن ثلاث حالات وفاة في مقاطعة زادار ومقاطعة سبليت دالماتيا وزغرب. انخفض عدد المرضى الذين يستخدمون أجهزة التنفس الصناعي إلى ستة وعشرين.
في 12 سبتمبر، أُبلغ عن تسجيل 261 حالة جديدة، إلى جانب 255 حالة شفاء وسبع وفيات، أربع منها في مقاطعة سبليت دالماتيا، واثنتان في زغرب وواحدة في مقاطعة أوسييك-بارانيا.  انخفض عدد المرضى الذين يستخدمون أجهزة التنفس الصناعي إلى أربعة وعشرين.
في 13 سبتمبر، أُبلغ عن تسجيل 165 حالة جديدة، إلى جانب 178 حالة شفاء وست وفيات، اثنان منهم في مقاطعة سبليت دالماتيا وواحدة في زغرب وأوسيك-بارانيا وبريموري-غورسكي كوتار ومقاطعة فيروفيتيكا-بودرافينا. انخفض عدد المرضى على أجهزة التنفس الصناعي إلى اثنين وعشرين.

### الأسبوع الثاني
في 14 سبتمبر، أُبلغ عن تسجيل 65 حالة جديدة، بالإضافة إلى 252 حالة شفاء وثلاث وفيات، اثنان منهم في مقاطعة سبليت دالماتيا وواحدة في مقاطعة دوبروفنيك نيريتفا. ظل عدد المرضى على أجهزة التنفس ثابتًا. طُبّقت تدابير جديدة في مقاطعة زغرب بالإضافة إلى وضع تدابير أقوى في مقاطعة فيروفيتيكا بودرافينا.
في 15 سبتمبر، أُبلغ عن تسجيل 151 حالة جديدة، إلى جانب 261 حالة شفاء وثلاث وفيات في زغرب ومقاطعة سيساك موسلافينا (أول وفاة في هذه المقاطعة) ومقاطعة فيروفيتيكا بودرافينا. ظل عدد المرضى على أجهزة التنفس ثابتًا.
في 16 سبتمبر، أُبلغ عن تسجيل 280 حالة جديدة، بالإضافة إلى 278 حالة شفاء وست وفيات، اثنان منهم في مقاطعة بريموري-غورسكي كوتار وواحدة في سبليت-دالماتيا وأوسيك-بارانيا وفوكوفار-سيرميا ودوبروفنيك-نيريتفا. انخفض عدد المرضى الذين يستخدمون أجهزة التنفس الصناعي إلى عشرين.